# East Farndon
Pour les articles homonymes, voir Farndon.
East Farndon est un village et une paroisse civile du Northamptonshire, en Angleterre. Il est situé à deux kilomètres environ au sud de la ville de Market Harborough, dans l'autorité unitaire du West Northamptonshire, non loin de la frontière avec le Leicestershire. Au moment du recensement de 2011, il comptait 307 habitants.

## Étymologie
Le nom Farndon provient du vieil anglais fearn « fougère » et dūn « colline ». Il est attesté dans le Domesday Book sous la forme Ferendone.